# I Wear the Face
I Wear the Face é o álbum de estreia de Mr. Mister, lançado em 1984.

## Faixas
Todas as canções escritas por Richard Page, Steve George e John Lang, exceto onde anotado.
1. "Hunters of the Night" (Page, George, Lang, George Ghiz) – 5:07
2. "Code of Love" – 4:29
3. "Partners in Crime" – 4:19
4. "32" – 4:38
5. "Runaway" – 4:14
6. "Talk the Talk" – 4:22
7. "I'll Let You Drive" – 4:05
8. "I Get Lost Sometimes" – 3:50
9. "I Wear the Face" – 4:53
10. "Life Goes On" (Page, George, Lang, Pat Mastelotto)– 5:15

## Desempenho nas paradas musicais
| Parada musical (1984)          | Posição |
| ------------------------------ | ------- |
| Estados Unidos - Billboard 200 | 170     |